# Can Lleona (Beuda)
Can Lleona és una masia situada al municipi de Beuda, a la comarca catalana de la Garrotxa.